# 栉棘鲨目
栉棘鲨目（学名：Ctenacanthiformes）是生存于上泥盆统至三叠纪（3.6-2.2亿年前）的一类已灭绝鲨鱼。许多学者认为栉棘鲨目可能是现代鲨鱼的祖先，本目的化石在地球上的许多地区都有发现，特别是在欧洲和北美洲，澳大利亚和亚洲也发现了栉棘鲨目化石。

## 描述
栉棘鲨目的体型通常与现代鲨鱼没有太大的不同：身体较长，体型符合流体动力学，体长从几十厘米到几米不等（Maisey et al.，2017年）。栉棘鲨目拥有典型的鲨鱼形态：有两个背鳍，第一个背鳍位于胸鳍上方，第二个背鳍位于相对于腹鳍较后的位置，每个背鳍前面都有一根鳍刺，在某些情况下，鳍刺上有细锯齿状的纵向条纹或结节。这些背部的鳍刺深深地嵌入了栉棘鲨目的肌肉组织，并固定在支撑背鳍的三角形软骨上，这种软骨是现代鲨鱼的特征。栉棘鲨目的头骨标本较为稀缺。一般来说，栉棘鲨目的牙齿与裂口鲨属非常相似，但一些通常归类于栉棘鲨目的属（如窝鲨属、楔棘鲨属）则具有形态完全不同的牙齿。有些栉棘鲨类的身体结构非常特殊，例如吻部与身体一样长的长吻鲨属。

### 特征
如前所述，栉棘鲨目的特点是强健的软骨脊柱支撑着鳍条，很好地嵌入肌肉组织中，使动物个体有更大的运动自由度。
背鳍的鳍刺与背鳍的其余部分分开，这与几乎所有的其它板鳃类不同。其它具有进化重要性的特征是嘴处于腹下位置，并有臀鳍，这是一种异形尾（不同于异棘鲨目）。栉棘鲨目还有一个发育程度良好的尾鳍，由尾部的软骨支撑（用于快速游泳）。

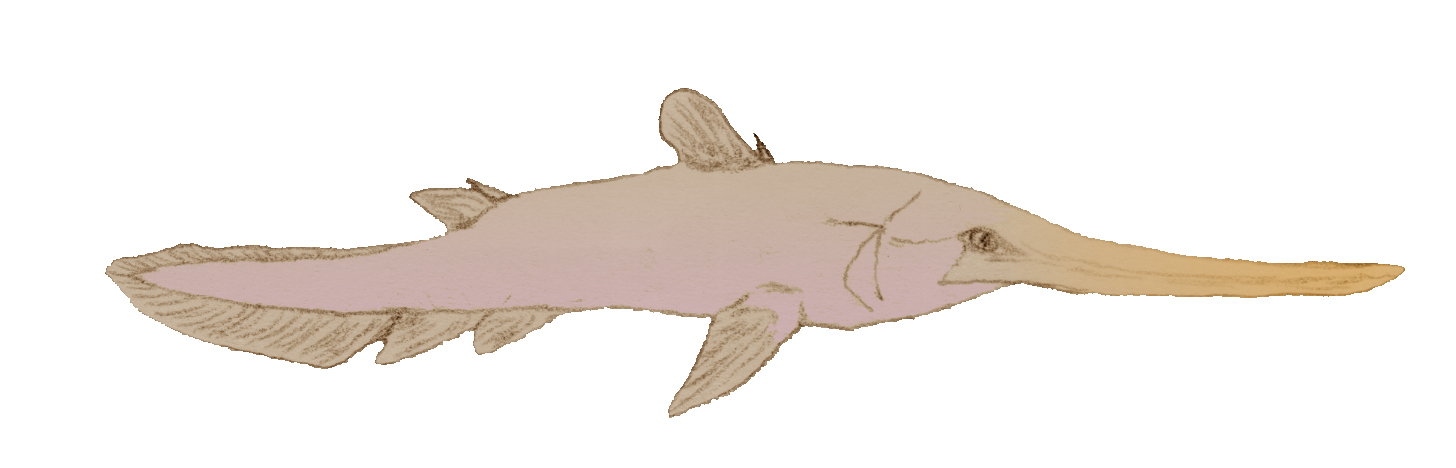
雷氏长吻鲨的复原图，它可能属于另一个目

## 分类
由于所包含的属数量众多，栉棘鲨目的下属分类尚不明确，特别是楔棘鲨属和长吻鲨属等在狭义上似乎不属于栉棘鲨类的属。无论如何，由于鳍的某些特性，这些栉棘鲨类被认为是中生代出现的真正的鲨鱼（即新鲨类）的祖先之一。
其中最著名的属是典型的栉棘鲨属、白垩鲨属（Cratoselache）、塔姆鲨属（Tamiobatis）、古氏鲨属、楔棘鲨属和窝鲨属，生存于中三叠世的高散鲨属（Acronemus）也许是栉棘鲨目与衍化程度更高的鲨鱼之间的一种过渡形态。
- †属 Acandylacanthus
- †属 Arauzia
- †栉棘鲨超科 Ctenacanthoidea
  - †属 Anaclitacanthus
  - †星褶鲨属 Asteroptychius
  - †长吻鲨科 Bandringidae
  - †卡林棘鲨属 Carinacanthus
  - †属 Pyknotylacanthus
  - †菱棘鲨属 Rhombacanthus
  - †塔姆鲨科 Tamiobatidae[1]
  - †窝鲨属 Wodnika
  - †栉棘鲨科 Ctenacanthidae
- †古德鱼属 Goodrichthys
- †科 Heslerodidae
- †凯贝伯猎手鲨属 Kaibabvenator
- †莫亚棘鲨属 Moyacanthus
- †侏剑鲨属 Nanoskalme
- †新萨维齿鲨属 Neosaivodus
- †属 Pororhiza
- †萨维齿鲨属 Saivodus
- † Troglocladodus
  - † Troglocladodus trimblei Hodnett, Toomey, Egli, Ward, Wood, Olson, Tolleson, Tweet & Santucci, 2024[2]

## 化石

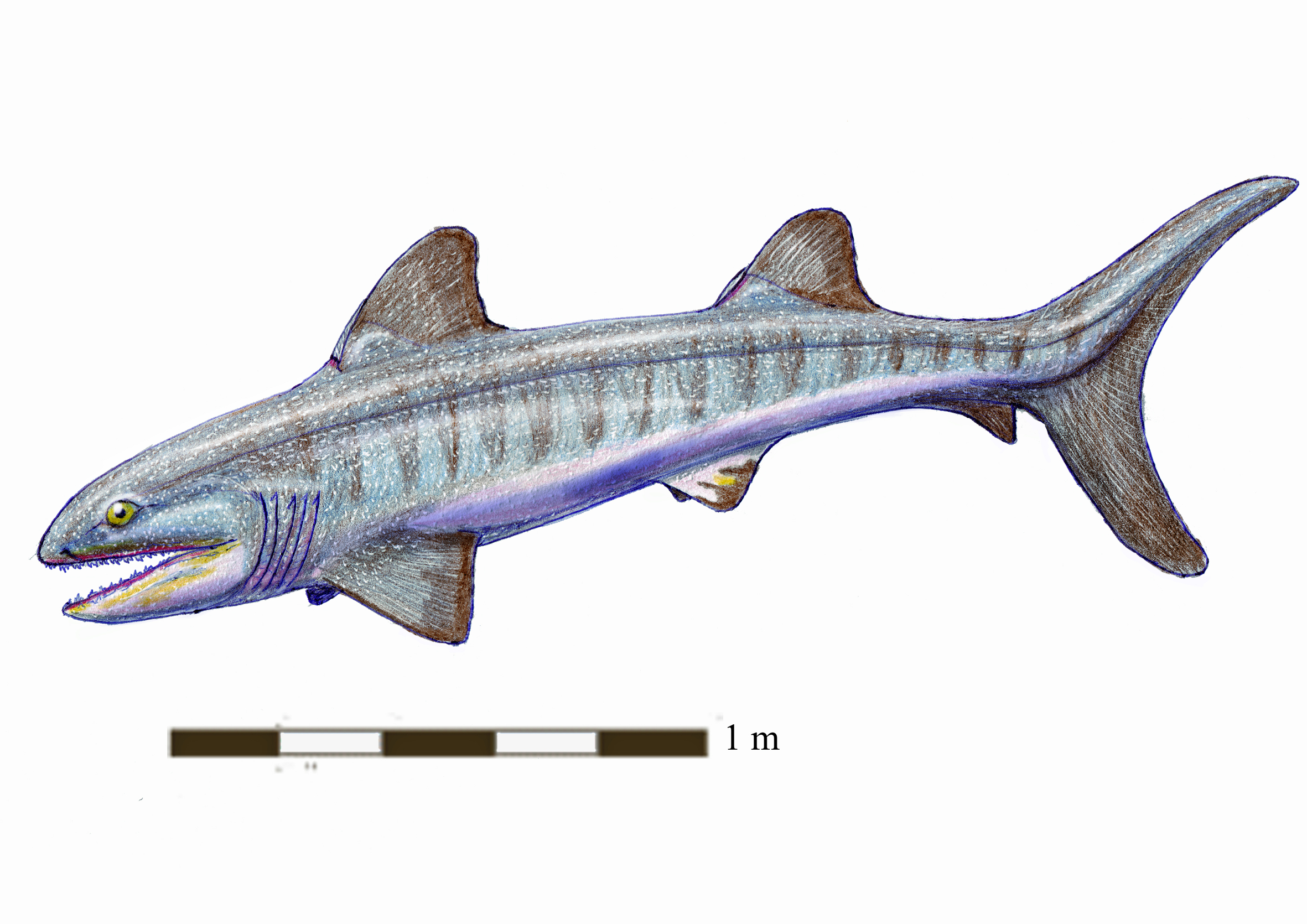
Goodrichthys eskdalensis的复原图

1837年，著名的瑞士古生物学家路易士·阿格西描述了第一批栉棘鲨目化石，其发现于英格兰的下石炭统地层中，由一个单独的鳍刺组成，被归类为主要的栉棘鲨目化石。事实上，栉棘鲨目的大部分化石遗骸都是由粗壮的脊骨和单独的牙齿组成的。只有在非常罕见的情况下，才能发现完整的栉棘鲨目标本，而且栉棘鲨目的体形往往与典型的鲨鱼体形大不相同。

## 生活方式

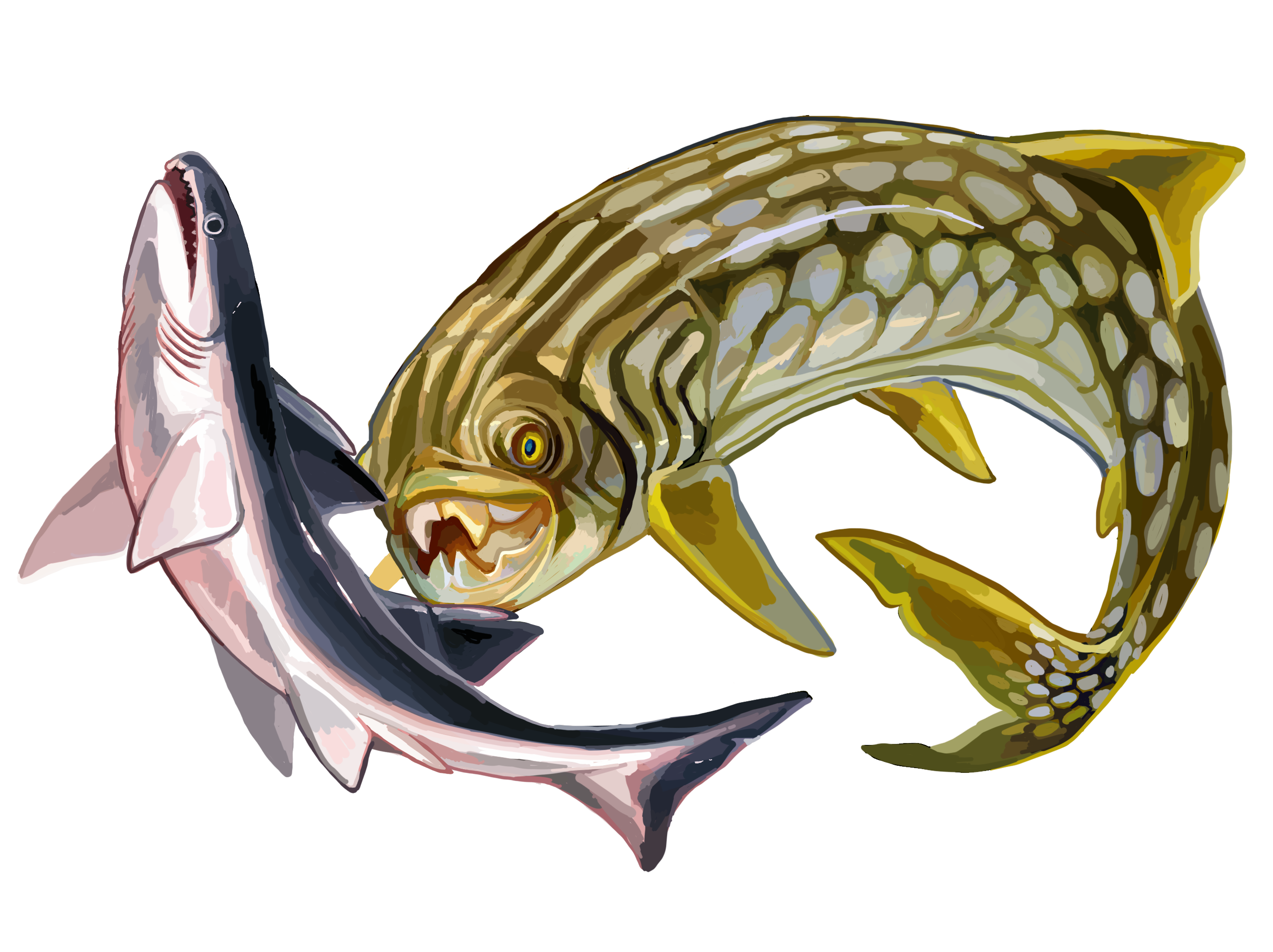
被霍顿鱼属袭击的栉棘鲨目未定种

毫无疑问，栉棘鲨目是捕食效率高的掠食者，在某些情况下，栉棘鲨目是它们所处环境中的顶级捕食者。有的栉棘鲨类生活在远洋海域，有的栉棘鲨类可能生活在沿海环境或淡水中。位于背部的坚硬的刺必定具有防御功能：事实上，在一个晚泥盆世化石记录中，栉棘鲨属的鳍棘被发现卡在了大型盾皮鱼类食肉动物霍顿鱼属的上颚里。很明显，这条霍顿鱼曾试图捕食一条栉棘鲨，但没有成功。这些刺的另一个功能可能是有效地支撑背鳍，显著地在流体动力学上改良栉棘鲨目的体型。